# Jan Josef Rösler
Jan Josef Rösler (slovensky Ján Jozef Rösler, německy Johann Joseph Rösler, 22. srpna 1771, Banská Štiavnica – 28. ledna 1812, Praha) byl hudební skladatel, dirigent a klavírista působící ponejvíce v Praze a ve Vídni, kde patřil k předním hudebním umělcům své doby.

## Život
Od tří let žil v Praze, kde vystudoval gymnázium a filozofickou fakultu na Karlově univerzitě. Většinu svého hudebního vzdělání získal jako samouk.
V letech 1795-1805 byl v Praze kapelníkem Guardasoniho operní společnosti, poté byl kapelníkem Dvorního divadla ve Vídni a současně byl ve službách knížete Josefa Františka Maxmiliána z Lobkovic jako jeden ze tří kapelníků jeho kapely.

## Dílo
Mezi více než dvěma sty jeho skladeb je devět oper a další scénická díla, tři symfonie, šest nástrojových koncertů, množství komorních skladeb, dále vokální skladby sólové i sborové, kantáty a církevní hudba.
1. věta jeho Klavírního koncertu Es dur byla připisována Beethovenovi. V roce 1798 byla v Praze uvedena jeho kantáta Cantate auf Mozart’s Tod věnovaná památce Wolfganga Amadea Mozarta.

## Jevištní skladby

### Opery
- La sorpresa (Praha, 1796)
- "Pezzi per la opera Psiche e amore"(pravděpodobně vložky do opery Petera Wintera, 1797): Duetto, Cavatina, 4 Cori, 2 Arie.
- La pace di Klentsch (1797)
- La forza dell’amore ossia Teresia e Claudio (libreto Luigi Piatoli, Benátky, 1798)
- La pastorela delli Alpi" (1798)
- Il custocle di se stesso (libreto Luigi Prividali, Praha 1807)
- Le due burle ossia Il gioco dell’amore e dell’arrando (1808)
- L´assasino per vendeta (německy pod názvem Die Rache oder Das Zauberschloß 1808, Stavovské divadlo; pod názvem Pomsta aneb loupežnický hrad v Sardinii v českém překladu Josefa Krasoslava Chmelenského tamtéž 1832)
- Clementine oder Die Felsen bei Arona (libreto Georg Friedrich Treitschke, Praha, 1809)
- Le Sacrificio iterotto (Český hudební slovník osob a institucí neuvádí)

### Jiná jevištní hudba
- Il cornetto magico oder Das Zauberhörnchen (pantomima možná totožná s pantomimou Die Geburt des Schneiders, Wetz, wetz, wetz, 1796)
- Il sarto Wez Wez oder Die Geburt des Schneiders Wezz (1796)
- Jasons Vermählung (1810)